# Livity
 (août 2009).
Si vous disposez d'ouvrages ou d'articles de référence ou si vous connaissez des sites web de qualité traitant du thème abordé ici, merci de compléter l'article en donnant les références utiles à sa vérifiabilité et en les liant à la section « Notes et références ».
La livity est une façon d’être au monde, une éthique de vie à laquelle souscrivent bon nombre de rasta.
Ce mot-valise réfère explicitement au verbe “ vivre ” (live) ainsi qu’au Lévitique (leviticus). 
S’il convient de se conformer aux règles mosaïques, au Décalogue, la livity ne saurait se résumer exclusivement à un ensemble de prescriptions morales, préceptes disciplinaires et autres dogmes intangibles. 
Il s’agit là d’un authentique rapport au monde où les notions d’écologie et de respect pour la vie priment sur toute autre considération.
Le mot est attesté depuis le début des années 2000. 
Livity (1981) est un album reggae de Prince Far I.